# 克里斯塔利亚
克里斯塔利亚是巴西米纳斯吉拉斯州的一个市镇。总面积840.673平方公里，总人口5731人，人口密度6.8人/平方公里。